# Панцирная водомерка
Панцирная водомерка (лат. Gerris thoracicus) — вид клопов из семейства водомерок (Gerridae). Распространён в Европе, Турции, Ближнем Востоке и Средней Азии.

## Описание
Длина тела 10—11,5 мм. Окраска тела тёмно-коричневого или бурого цвета. Глаза большие. Усики длинные. Хищник. В поисках добычи скользит по поверхности воды. Охотится на мелких животных, насекомых, упавших на поверхность воды. Добычу хватает передними ногами. Яйца откладывают на листьях водных растений.